# Priscilla Hon
Priscilla Hon (nació el 10 de mayo de 1998) es una jugadora de tenis australiana de ascendencia china.
Su mejor clasificación en la WTA fue la número 118 del mundo, que llegó el 14 de octubre de 2019. En dobles alcanzó número 91 del mundo, que llegó el 2 de abril de 2018. Hasta la fecha, ha ganado diez individuales y diez títulos de dobles en el ITF tour.
Ella debut en la WTA en el Torneo de Brisbane 2016, donde recibió un wildcard para el cuadro principal. Perdiendo ante Samantha Crawford en dos set.
Ella hizo su debut en Grand Slam en el Abierto de Australia 2016, luego de que recibiera un wildcard. Perdió en la primera ronda ante Annika Beck.

## Títulos WTA (0; 0+0)

### Dobles (0)
| Leyenda              |
| -------------------- |
| Grand Slam (0)       |
| Juegos Olímpicos (0) |
| WTA Finals (0)       |
| WTA 1000 (0)         |
| WTA 500 (0)          |
| WTA 250 (0)          |

#### Finalista (1)
| N.º | Fecha              | Torneo   | Superficie | Pareja          | Oponentes en la final         | Resultado   |
| --- | ------------------ | -------- | ---------- | --------------- | ----------------------------- | ----------- |
| 1.  | 4 de enero de 2025 | Brisbane | Dura       | Anna Kalinskaya | Mirra Andreeva Diana Shnaider | 6-7(6), 5-7 |

## Títulos ITF

### Individual: 10
| Leyenda            |
| ------------------ |
| Torneo de $100,000 |
| Torneo de $80,000  |
| Torneo de $60,000  |
| Torneo de $25,000  |
| Torneo de $15,000  |
| Torneo de $10,000  |

| Finales por surperficie |
| ----------------------- |
| Dura (7)                |
| Arcilla (3)             |
| Césped (0)              |
| Carpet (0)              |

| N.º | Fecha                    | Torneo                  | Superficie | Oponente            | Resultado          |
| --- | ------------------------ | ----------------------- | ---------- | ------------------- | ------------------ |
| 1.  | 29 de marzo de 2015      | Mornington, Australia   | Arcilla    | Sandra Zaniewska    | 5–7, 6–3, 7–6(7–4) |
| 2.  | 25 de octubre de 2015    | Brisbane, Australia     | Dura       | Kimberly Birrell    | 6–4, 6–3           |
| 3.  | 8 de mayo de 2016        | Pula, Italia            | Arcilla    | Jessica Crivelletto | 6–2, 6–2           |
| 4.  | 28 de octubre de 2018    | Bendigo, Australia      | Dura       | Ellen Perez         | 6–4, 4–6, 7–5      |
| 5.  | 29 de mayo de 2022       | Netanya, Israel         | Dura       | Yanina Wickmayer    | 6–1, 6–3           |
| 6.  | 31 de julio de 2022      | Nottingham, Reino Unido | Dura       | Maia Lumsden        | 6–3, 6–6, 6–3      |
| 7.  | 9 de octubre de 2022     | Cairns, Australia       | Dura       | Kimberly Birrell    | 4–6, 7–6(8–6), 6–4 |
| 8.  | 19 de marzo de 2023      | Canberra, Australia     | Arcilla    | Olivia Gadecki      | 4–6, 6–2, 6–4      |
| 9.  | 17 de septiembre de 2022 | Cairns, Australia       | Dura       | Talia Gibson        | 6–1, 3–6, 6–3      |
| 10. | 4 de febrero de 2024     | Burnie, Australia       | Dura       | Sara Saito          | 6–3, 6–0           |

### Dobles: 10
| Leyenda            |
| ------------------ |
| Torneo de $100,000 |
| Torneo de $80,000  |
| Torneo de $60,000  |
| Torneo de $25,000  |
| Torneo de $15,000  |
| Torneo de $10,000  |

| Finales por superficie |
| ---------------------- |
| Dura (1)               |
| Arcilla (9)            |
| Césped (0)             |
| Carpet (0)             |

| N.º | Fecha                | Torneo                    | Superficie | Pareja           | Oponentes                            | Resultado             |
| --- | -------------------- | ------------------------- | ---------- | ---------------- | ------------------------------------ | --------------------- |
| 1.  | 28 de marzo de 2015  | Mornington, Australia     | Arcilla    | Tammi Patterson  | Mana Ayukawa Ayaka Okuno             | 6–4, 7–6(7–4)         |
| 2.  | 3 de abril de 2015   | Melbourne, Australia      | Arcilla    | Tammi Patterson  | Agata Barańska Sandra Zaniewska      | 2–6, 6–4, [12–10]     |
| 3.  | 9 de mayo de 2015    | Pula, Italia              | Arcilla    | Aliona Bolsova   | Cristina Bucșa Eva Guerrero Álvarez  | 6–0, 6–3              |
| 4.  | 22 de agosto de 2015 | Leipzig, Alemania         | Arcilla    | Jil Teichmann    | Pia König Conny Perrin               | 6–1, 6–4              |
| 5.  | 25 de marzo de 2017  | Mornington, Australia     | Arcilla    | Fanny Stollár    | Jessica Moor Varatchaya Wongteanchai | 6–1, 7–5              |
| 6.  | 3 de junio de 2017   | Grado, Italia             | Arcilla    | Julia Glushko    | Tereza Mrdeža Conny Perrin           | 7–5, 6–2              |
| 7.  | 10 de junio de 2017  | Brescia, Italia           | Arcilla    | Julia Glushko    | Montserrat González Ilona Kremen     | 2–6, 7–6(7–4), [10–8] |
| 8.  | 25 de junio de 2017  | Warsaw, Polonia           | Arcilla    | Vera Lapko       | Katarzyna Kawa Katarzyna Piter       | 7–6(7–3), 6–4         |
| 9.  | 6 de agosto de 2017  | Lexington, Estados Unidos | Dura       | Vera Lapko       | Hiroko Kuwata Valeria Savinykh       | 6–3, 6–4              |
| 10. | 24 de marzo de 2018  | Canberra, Australia       | Arcilla    | Dalila Jakupović | Makoto Ninomiya Miyu Kato            | 6-4, 4-6, [10-7]      |